# A Lego: Hero Factory epizódjainak listája
Ez a lap a Lego: Hero Factory című sorozat epizódjainak listáját tartalmazza.

## Évados áttekintés
| Évad | Évad | Részek száma | Részek száma | Eredeti sugárzás     | Eredeti sugárzás | Eredeti adó | Magyar sugárzás | Magyar sugárzás  | Magyar adó      |
| Évad | Évad | Részek száma | Részek száma | Évadbemutató         | Évadzáró         | Eredeti adó | Évadbemutató    | Évadzáró         | Magyar adó      |
| ---- | ---- | ------------ | ------------ | -------------------- | ---------------- | ----------- | --------------- | ---------------- | --------------- |
|      | 1.   | 11           | 11           | 2010. szeptember 20. | 2014. január 9.  | Nickelodeon | 2011. május 14. | 2017. január 24. | Cartoon Network |

## Epizódok

### 1. évad: Hősöket építünk (2011-2014)
| Sor. | Év. | Cím                                         | Rendező                      | Író                  | Premier                                | Gyártási szám |
| ---- | --- | ------------------------------------------- | ---------------------------- | -------------------- | -------------------------------------- | ------------- |
| 1.   | 1.  | Furno próbája (Trials of Furno)             | Mark Baldo                   | Sean Catherine Derek | 2010. szeptember 20. 2011. május 14.   | 101           |
| 2.   | 2.  | Mag krízis (Core Crisis)                    | Mark Baldo                   | Sean Catherine Derek | 2010. szeptember 21. 2011. május 14.   | 102           |
| 3.   | 3.  | Belső ellenség (The Enemy Within)           | Mark Baldo                   | Sean Catherine Derek | 2010. szeptember 22. 2011. május 21.   | 103           |
| 4.   | 4.  | Von Nebula (Von Nebula)                     | Mark Baldo                   | Sean Catherine Derek | 2010. szeptember 23. 2011. május 21.   | 104           |
| 5.   | 5.  | Tüzes megpróbáltatás (Ordeal of fire)       | Howard E. Baker              | Jesse Peyronel       | 2010. április 11. 2011. december 17.   | 105           |
| 6.   | 6.  | Vad bolygó, 1. rész (Savage Planet, part 1) | Howard E. Baker              | Jesse Peyronel       | 2011. szeptember 5. 2011. december 17. | 106           |
| 7.   | 7.  | Vad bolygó, 2. rész (Savage Planet, part 2) | Howard E. Baker              | Jesse Peyronel       | 2011. szeptember 5. 2011. december 17. | 107           |
| 8.   | 8.  | A Nagy szökés, 1. rész (Breakout, part 1)   | Howard E. Baker              | Adam Beechen         | 2012. április 2. 2017. január 2.       | 108           |
| 9.   | 9.  | A Nagy szökés, 2. rész (Breakout, part 2)   | Howard E. Baker              | Adam Beechen         | 2012. április 2. 2017. január 2.       | 109           |
| 10.  | 10. | Támadnak az agyak (Brain Attack)            | Michael D. Black , Jay Oliva | Adam Beechen         | 2013. április 4. 2017. január 10.      | 110           |
| 11.  | 11. | Invázió a mélyből (Invasion from Below)     | Jorgen Klubien               | Adam Beechen         | 2014. január 9. 2017. január 24.       | 111           |